# 阿蘇カドリー・ドミニオン

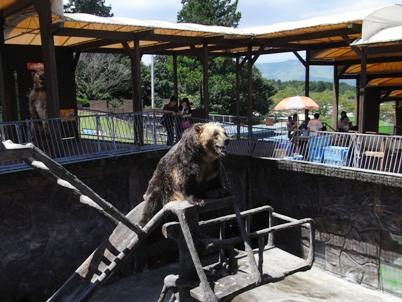
クマの放飼場

阿蘇カドリー・ドミニオン（あそカドリー・ドミニオン、Cuddly Dominion）は、熊本県阿蘇市にあるクマを中心とした動物園（テーマパーク）である。

## 概要
1973年7月に、熊に特化した観光施設「阿蘇熊牧場」として開業。1979年には、「十二支苑」をオープン、1998年3月に施設の名称を「阿蘇カドリー・ドミニオン」へ変更。
2014年の阿蘇山噴火による影響や、2012年の動物ショー後に動物が従業員にケガをさせた事故等により、入場者数が大きく減少したことで経営悪化し、2016年3月25日付けで地域経済活性化支援機構に支援を申出。取引銀行の熊本銀行と、大阪府泉佐野市に本社を置く「スターゲイトホテル」がスポンサーとなり、経営再生を進める予定。

### 名称について
「カドリー・ドミニオン」のカドリー(cuddly)は英語で「抱き締めたいほどかわいい」、ドミニオン(dominion)は「領土，領地」を意味する。したがってカドリードミニオンは「抱きしめたくなるような動物がたくさん居る所」を表している。

## 施設
動物は全100種800頭。世界のクマ7種類約200頭が間近で見られるだけでなく、多種の動物が見られる。子熊を膝にのせて抱っこしたり触れ合うことも出来る。
2012年現在では犬25種約60頭、ネコ16種28頭をはじめ、エミュー、牛、ヤギ、馬、ヘビ、カピバラ、ウサギ、アヒルなどが100種の哺乳類、鳥類、爬虫類、両生類が飼育されている。種類によっては餌やりも可能。施設内の広場はペット同伴でも遊べる。獣医師が在勤している動物園で、アニマルウェルフェア（動物福祉）に配慮されている。

また、"みやざわ劇場"では、動物と飼育員、俳優の三者による動物ショーが観覧できる。中にはテレビやCMに出演するチンパンジーとブルドッグのコンビ "パンくんとジェームズくん"がいる。
園内にヘリ発着場があり、エス・ジー・シー佐賀航空がヘリコプターで遊覧飛行を行う。この会社は「阿蘇スキー場」にもヘリポートがある。

### 創業と“ふれあい”
北海道に産まれた前社長は定山渓熊牧場に入門し、熊の生態を3ヶ月間学ぶ。創業者(前社長の父)は阿蘇の採石場跡地を選び、開発作業に取り掛かったが、着工時の1972 - 73年はオイルショックのため資材が不足しオープンが2ヶ月ずれたりした。園は当初、熊60頭ではじめ、最高400頭まで飼育したが、他の動物を飼うきっかけとなったのは、園内の「十二支苑」建立だった。園の十二支苑は動物たちへの鎮魂や、第二次世界大戦に創業者と共に『轟戦車隊』を積んだ輸送船が撃沈された際の犠牲者への鎮魂であり、また創業者の先祖は僧侶だったこともあり、園の真ん中に建立された。そして十二支苑に相応しい様に、その周りに動物たちを配置するようになり、熊以外の動物も増えていくことになった。過去には育児放棄された虎の仔を雌犬が保育することもあり話題となった。創業者は“ふれあい純度100％”ということで、熊を中心にふれあえることをテーマに動物園を作っていき、開業以来、ずっとペットは入園禁止だったのを、1999年に動物王国「カドリー・ドミニオン」へと名称を変更すると、ペット連れの入園を認める方針に転換した。

### パンくん&ジェームズ効果
2004年から専属契約を結ぶ宮沢厚率いる“みやざわ劇場”が集客のけん引役となり、全国放送のテレビ番組に出演するチンパンジー“パンくん”やブルドッグの“ジェームズ”などの園での動物ショーに、多くの観光客が訪れ、2008年は入園者410,857名と、前年384,176名を大きく超えた。

### 国内5位の人気投票
2011年、園はトリップアドバイザーの口コミによる動物園VS水族館人気投票でランキング圏外から一気に国内5位となった。その口コミは多くがテレビに出演したパンくんについてのものだった。

### 主な園内施設
- カドリーホール
- みやざわ劇場…2004年7月17日オープン。
- ベアバレー…「ガラスの橋」と「くまの洞窟」が2011年3月にオープン。
- チンパンジー学習の森…2007年秋にオープン。「パンくん」と「ポコちゃん」が棲む。
- わんわん動物園
- 動物ショー
  - クマのショー
  - おさるのショー
- ふれあい動物村
- 子ぐま広場
- ちびっこ広場
- 乗馬
- 動物レース
  - ミニブタレース
- 十二支苑
- ドッグラン広場
- ヘリコプター遊覧…航空会社による運営[11]
- 飲食店
  - レストラン
  - ファーストフード
- ショップ

## 人気ものチンパンジー「パンくん」など動物たち

### チンパンジー
園は、テレビに出演していたチンパンジーのパンくんを、同じく共演したブルドッグのジェームズと共に看板として用いている。2011年にオープンした「カドリー・シアター」では、パンくんやジェームズなど、みやざわ劇場の作品を上映し、過去のパンくんを観ることができる。(2021現在閉館中)パンくんUFOキャッチャーや、パンくんプリクラも設置されている。このほか、売店にはパンくんのぬいぐるみやお菓子、関連グッズが多数売られている。

園内には2008年から「パンくんバーガーショップ」（フードコート）が設置されている。パンくんのイラスト（焼き印）が描かれた『パンくんバーガー』（牛100％で120グラムのハンバーグを使用する。）というハンバーガーの販売が行われ、2009年9月には2店舗目も園内に開店した。このハンバーガー店の店員によると、「パンくんバーガーが当店一番人気メニュー」であると述べ、財団法人阿蘇地域振興デザインセンターによれば、パンくんバーガーは「大人気」と紹介されている。
(ファストフード店は2021年現在閉店)
また、『天才!志村どうぶつ園』などのテレビ番組が取材や撮影に来る。

### ゾウ
2001年4月21日から11月4日まで、園は5頭のスマトラゾウを展示した。象のショーが行われ、入園者はゾウにまたがることができた。ゾウはインドネシアから期限付きの貸し出しであるため、半年ほどでゾウはいなくなった。このゾウの訪日は、園の「スマトラ象を救おうプロジェクト」というもので、収益金はインドネシアの希少動物の保護に使われた。2003年、園は再びゾウを呼ぼうとして許可を得たが、動物愛護団体「地球生物会議ALIVE」の調査で輸入書類の不備が判り、経済産業省に抗議活動が行われ、民主党の鮫島宗明衆院議員の国会質問などにより、経産省が許可を取り消したため、園にゾウは来なくなった。

### 白くま
ホッキョクグマのオス「トウチャン」は国内最高齢（当時）として2010年10月3日まで生存した。2か月前の同年8月までは豪快にプールに飛び込むなど元気であったが次第に体調を崩し、推定30-31歳（人間の80 - 85歳に相当）で生涯を閉じた。つがいのメス「カアチャン」は5歳年下で、トウチャンとは寄り添って寝ていた。園によると、トウチャン死亡後、カアチャンは体調を崩していたが、2012年に持ち直した。尚、カアチャンは2016年2月9日に亡くなった。

### アルパカ
人気のアルパカのオス「チャオ」をメインに据えた、日本初のARG体感ゲームイベントが2013年の春と夏の行楽シーズンに催された。このチャオが父親となった園内初のアルパカの赤ちゃんが2015年8月22日誕生した。子供の名前は公募で決まった「ハート」で、チャオ共々、園内のお散歩体験が有料でインターネット予約すると利用できた。
2021年8月11日には「チャオ」の第二子となるオスのアルパカ「エース」が誕生した。
園内で飼育されているアルパカは4頭となった。

### 餌について
阿蘇市ではトマトの生産が盛んであり、園の動物たちの餌にもなっている。

## 営業時間
- 夏期 9:30 - 17:30
- 冬季 10:00 - 16:30

その他の営業詳細は外部リンクを参照のこと。

## アクセス
- 鉄道
  - JR九州豊肥本線阿蘇駅下車 徒歩20分（1.6㎞）
- 道路
  - 九州自動車道熊本ICから阿蘇方面へ国道57号を約33km
- バス
  - 熊本駅・桜町BT・熊本空港および大分市内より特急やまびこ号（九州産交バス・大分バス）に乗車し、カドリー・ドミニオン前下車
  - 阿蘇駅より九州産交バス乙姫交差点経由内牧方面行に乗車し、カドリー・ドミニオン前下車